# 사회적 불안
사회적 불안은 사회적 상황에서의 긴장이다. 사회적 불안 스펙트럼과 관련된 일부 장애에는 불안 장애, 기분 장애, 자폐 스펙트럼 장애, 섭식 장애 및 물질 사용 장애가 포함된다. 사회적 불안이 더 높은 개인은 시선을 피하고 얼굴 표정을 적게 나타내며, 대화를 시작하고 유지하는데 어려움을 보인다. 이러한 긴장감을 경험하는데 있어서 안정적인 경향인 특성 사회적 불안은 특정 사회적 자극에 대한 상태 불안, 순간적인 반응과 구별될 수 있다.  거의 90%, 그 중 여성으로 더 많이 이루어져있는 개인이 삶의 어느 시점에 사회적 불안(즉 수줍음)의 증상을 느낀다고 보고한다. 사회적 두려움을 가진 개인의 절반은 사회적 불안장애 기준을 충족한다. 연령, 문화, 성별은 이 장애의 심각성에 영향을 미친다. 사회적 불안의 기능은 사회적 상호작용에 대한 각성과 관심을 높이고 원치 않는 사회적 행동을 억제하며 미래의 사회적 상황에 대한 준비를 하도록 만든다.

## 단계

### 아동 발달
사회적 상황에 대한 불안감은 정상적인 것이며 효과적인 사회성과 발달 성장을 위해 필요하다. 유년기 후반과 청소년기 초반에서 인지능력 발달과 증가되는 압박은 반복되는 사회적 불안을 초래한다. 청소년들은 그들의 가장 일반적인 불안감이 자신의 관심을 끄는 또래와의 관계, 동료 거부, 대중 연설, 얼굴의 붉어짐, 자의식, 공황, 그리고 과거 행동에 집중되어 있음을 밝혔다. 대부분의 청소년들은 두려움을 통해 성장하고 그들에 대한 발달 요구를 충족시킨다. 사회적 불안을 진단받는 아이들이 늘고 있으며, 이것은 면밀히 살펴보지 않으면, 교육의 문제로 이어질 수 있다. 사회적 불안의 일부는 타인으로부터 비난을 받는 것에 대한 두려움이며, 어린이들에게 있어서 사회적 불안은 다른 아이들과 놀거나, 수업 중에 책을 읽거나, 어른들에게 말하는 것과 같은 일상적인 활동들에 대한 극심한 고통을 유발한다. 다른 한편으로, 사회적 불안감을 지닌 일부 아이들은 두려움 때문에 반항할 것이다. 아이들의 사회적 불안 장애를 확인하는데 있어서 문제는 사회적 불안과 기본적인 수줍음의 차이를 결정하기가 어렵다는 것이다.

### 성인
성인은 어떤 사회적 상황을 피하거나 혼자 지내려는 경향이 있어 성인의 사회적 불안을 파악하는 것은 더 쉬울 수 있다. 일반적인 성인의 사회적 불안 형태에는 수행 불안, 대중 연설 불안, 무대 공포증, 소심함이 포함된다. 이 모든 것들이 임상적 형태, 즉 불안장애가 될 수 있다.
사회적 불안의 임상적 형태와 비임상적 형태를 구분하는 기준에는 두려움에 대해 예측하는 본성외에도 행동적· 심리적 분열(불안)의 강도와 수준이 포함된다. 또한 사회적 불안은 사회적 상황을 유발하는 범위에 따라 분류될 수 있다. 예를 들어, 공공 장소에서 먹는 것에 대한 두려움은 매우 좁은 상황적 범위를 가지고 있는 반면, 수줍음은 넓은 범위를 가질 수 있다(사람은 다양한 상황에서 많은 것을 하기 수줍어 할 수 있다.). 또한 임상적 형태(장애)는 일반적인 사회 공포증(즉, 사회 불안 장애)과 특정 사회 공포증으로 나뉜다.

## 장애
주요 기사 : 사회 불안 장애
사회적 공포증으로도 알려진 사회 불안 장애(SAD)는 하나 이상의 사회적 상황에서 상당한 두려움이 발생되어 일상생활의 일부에서 상당한 고통과 기능 장애를 유발하는 특징이 있는 불안 장애이다. 이러한 두려움은 다른 사람들의 인식 또는 실제 조사에 의해 유발될 수 있다. 사회 불안 장애는 여성의 8%와 남성의 6.1%에 영향을 미치며 호르몬과 뇌 화학의 차이로 인한 것일 수 있다.
신체적 증상에는 과도한 홍조, 과도한 발한, 떨림, 심계항진 및 메스꺼움이 포함된다. 말을 더듬는 것은 빠른 말투와 함께 나타날 수 있다. 또한 공황발작은 극도의 두려움과 불편함에서 발생할 수 있다. 일부 환자들은 사회 행사에서 두려움과 어색함을 줄이기 위해 알코올이나 다른 약물을 사용할 수 있다. 특히 진단받지 않았거나 치료받지 않았거나 둘 다일 경우에, 사회 공포증을 앓고있는 사람들은 이런 방식으로 자가 치료를 받는 것이 일반적이다. 이것은 알코올 중독, 섭식 장애, 또는 다른 종류의 약물 남용으로 이어질 수 있다. SAD는 때때로 "개인이 자신의 병에 적응하기 위해 중대한 삶의 선택을 하는" "잃어버린 기회의 존재"라고 일컬어진다. ICD-10 지침에 따르면, 사회 불안 장애의 주요 진단 기준은 주의 집중에 대한 두려움 또는 당황하거나 굴욕적인 방식으로 행동하는 것에 대한 두려움이며, 종종 회피 및 불안 증상과 함께 나타난다. 표준화된 등급척도를 사용하여 사회 불안 장애를 선별하고 불안의 심각성을 측정할 수 있다.
사회 불안 장애의 첫번째 치료법은 치료에 관심이 없는 사람들에게만 권장되는 약물을 이용하는 인지 행동 치료(CBT)이다. CBT는 개별적으로 전달되든, 집단 환경에서 전달되든, 사회 공포증을 치료하는데 효과적이다. 인지적·행동적 구성요소는 불안감을 유발하는 상황에 대한 사고 패턴과 신체 반응을 바꾸려고 한다. 사회 불안 장애에 대한 관심은 1999년 이후 치료약에 대한 승인과 마케팅으로 크게 높아졌다. 처방된 약에는 선택적 세로토닌 재흡수 억제제(SSRI), 세로토닌-노레피네프린 재흡수 억제제(SNRI), 모노아민 산화효소 억제제(MAOIs) 등 여러 종류의 항우울제가 포함된다. 그 밖의 일반적으로 사용되는 약물로는 베타 차단제와 벤조디아제핀이 있다. 이것은 삶의 어느 시점에서 최대 10%의 사람들이 영향을 받는 가장 흔한 불안 장애이다.

## 징후 및 증상
홍조는 인간 고유의 생리적 반응이며, 사회적 불안과 관련된 생리적 반응이다. 홍조는 평가나 사회적 관심에 대한 반응으로 얼굴, 목, 가슴을 무의식적으로 붉히는 것이다. 당혹감뿐만 아니라 수치심, 죄책감, 수줍음, 자존심 같은 다른 사회지향적인 감정에서도 얼굴을 붉히는 일이 발생한다. 사회적 불안이 높은 개인은 사회적 불안이 낮은 사람보다 자신이 얼굴을 더 많이 붉힌다고 인식한다. 세가지 유형의 홍조를 측정할 수 있다. : 자각적 홍조(자기 자신의 얼굴 붉힘정도가 얼마나 나타난다고 생각하는지), 생리학적 홍조(생리학적 지수에 의해 측정된 홍조), 관찰된 홍조(다른 사람이 관찰한 홍조) 사회적 불안은 자각적 홍조와 밀접한 관련이 있으며, 뺨과 이마의 온도와 혈류 등 생리학적 지수에 의해 측정된 홍조와는 약하게 관련되며, 관찰된 홍조와 적당히 관련된다. 사회적 불안이 높은 사람들 사이에서 생리학적 홍조와 자각적 홍조의 관계는 적으며, 이는 사회적 불안이 높은 개인이 홍조를 과대평가할 수 있음을 나타낸다. 사회적 불안이 자각적 홍조와 가장 연관되어 있는 것은 사회적으로 불안한 개인이 내부 신호와 다른 유형의 정보를 사용하여 그들이 어떻게 인상을 주는지에 대한 결론을 도출하는 홍조와 사회적 불안의 인지적 모델에 있어서 중요하다. 또한 사회적 불안이 있는 개인도 대화나 대중연설 중에 눈을 마주치거나 끊임없이 무언가를 만지작거리는 것을 자제할 수 있다. 

## 주의 편향
사회적 불안을 더 많이 경험하는 경향이 있는 개인은 자신이 다른 사람들에 대한 부정적인 기대를 만들고, 사회적 불안을 높은 수준으로 유지하는 것을 하지 못하게 함으로써 사회 정보를 위협하는 것과 자기 자신에게 주의를 돌린다. 사회적으로 불안한 개인은 대화 상대에게서 거부감을 감지하고, 주의를 딴 곳으로 돌리며, 상대방이 실제로는 반가워한다는 것을 절대 알지 못한다. 사회적 불안감이 높은 사람들은 얼굴을 위협하는 것과 같은 부정적인 사회적 신호에 대한 초기 관심이 증가하는 경향을 보이며, 이는 회피에 따른 과잉 위험 감지의 패턴을 보여준다. 사회적 불안에 대한 관심은 두 얼굴을 나란히 보여주는 dot-probe paradigm을 이용해 측정된다. 한 얼굴은 감정적인 표정을 보여주고, 다른 얼굴은 중립적인 표정을 보여주는데, 얼굴이 사라지면 탐침이 한쪽 얼굴 자리에 나타난다. 이것은 탐침이 감정적인 얼굴과 같은 위치에 나타나는 일치 조건과 불일치 조건을 만들어낸다. 참가자들은 버튼을 눌러 조사에 응답하며, 반응 시간의 차이점은 주의 편향을 드러낸다. 이 방법은 사회적으로 불안해하는 사람들과 대조군 사이의 아무런 차이점을 발견하지 못한 연구와, 모든 얼굴을 회피해버림을 발견한 연구, 그리고 위협적인 얼굴들에 대한 경계를 발견한 연구 등 혼합된 결과가 나타났다. 위협적인 얼굴에 대한 경계가 얼굴에 노출되지 않는 짧은 시간동안에 나타났다는 증거들이 있으며, 이는 회피에 따른 초기 과잉 위험 감지 의 가능성을 나타낸다. 수많은 사람들 중 하나를 보여주는 방법은 불안이 없는 사람들보다 사회적 불안을 지닌 사람들이 대개 중립적이거나 긍정적인 사람들 사이에서 화난 사람들을 발견하는 것이 더 빠르고, 또한 행복한 얼굴을 찾아내는 것에 더 느리다는 것을 보여준다. 전반적으로 이 방법을 사용하는 결과는 혼재되어있으며, 이 방법은 사회적 불안에서 화난 얼굴에 대한 과도한 위험 감지를 감지하지 못할 수 있다.
자아에 대한 집중은 사회적 불안감 증가와 부정적인 영향과 관련있지만, 자아 집중에는 두가지 유형이 있다. 대중 앞에서의 자아 집중에서, 사람은 다른 사람에 대한 자신의 행동과 인상에 대한 우려를 나타낸다. 이러한 유형의 자아 집중은 사회적 불안이 더 클 것으로 예측된다. 그 밖의 더 사적인 형태의 자의식(예: 자기 중심적인 목표)은 다른 유형의 부정적 영향과 관련이 있다.
기초 과학 연구는 인지적 편향이 변형될 수 있다고 시사한다. 주의 편향의 변형 훈련은 사회적 불안에 일시적으로 영향을 미치는 것으로 나타났다.

## 측정
특성 사회적 불안은 가장 일반적으로 자가 진단에 의해 측정된다. 이 방법은 한계가 있지만, 주관적인 반응은 주관적인 상태에 대한 가장 신뢰할 수 있는 지표이다. 사회적 불안의 다른 척도에는 진단 면접, 임상의사가 관리하는 도구와 행동 평가 등이 포함된다. 사회적 불안 자가 진단 측정은 다른 종류의 타당도(내용 타당도, 기준 타당도, 구성 타당도)와 신뢰도, 그리고 내적 합치도를 포함하는 모든 정신측정학적 특성을 보여주는 단일한 특성은 없다. SIAS-6A 및 -6B와 마찬가지로, SIAS는 가장 최선의 방법으로 평가된다. 이 측정들은 다음을 포함한다.
- 부정적 평가의 두려움(FNE) 및 간략한 형식 (BFNE)[29]
- 공포 설문지 사회 공포증 하위척도 (FQSP)[30]
- 대인관계 불안척도 (IAS)[31]
- Liebowitz 사회 불안 척도 자가 진단 (LSAS-SR)[32]
- 고령자 사회적 평가 상태 (OASES)[33]
- 사회적 불편감 및 회피정도 (SAD)[34]
- 자의식 척도 (SCC)[35]
- 사회적 상호작용 불안 척도 (SIAS)[36] 및 간략한 형식 (SIAS-6A 와 -6B)
- 사회적 상호 작용 공포증 척도 (SIPS)[36]
- 사회 공포증과 불안 조사 (SPAI)[37] 및 간략한 형식 (SPAI-23)
- 상황적 사회 회피(SSA)[38]

## 같이 보기
- 감정표현불능증
- 광장공포증
- 집단 따돌림
- 자폐 스펙트럼
- 회피성 인격장애
- 경쟁
- 감정노동
- 평가
- 괴롭힘
- 주요 우울 장애
- 동조 압력
- 분열성 인격장애
- 선택적 함묵증
- 수치심
- 건강의 사회적 결정요인
- 사회적 고립
- 사회적 거절

## 참조
- 감정표현불능증
- 광장 공포증
- 무사회성
- 자폐증
- 아스파거 증후군
- 회피성 성격장애
- 매우 민감한 사람 (HSP)
- 주요우울장애
- 강박장애
- 분열성 성격장애
- 선택적 함구증
- 사회적 억제
- 사회적 고립
- 사회적 거부